# Гаджилы, Раик Али оглы
Раик Али оглы Гаджилы (азерб. Raik Əli oğlu Hacılı; род. 13 апреля 1940, Нахичевань) — азербайджанский химик, доктор химических наук, профессор.

## Биография
Раик Гаджилы родился 13 апреля 1940 года в городе Нахичевань Нахичеванской АССР Азербайджанской ССР. Окончил Азербайджанский педагогический институт по специальности химия и биология. Защитил докторскую диссертацию по специальности 02.00.03 — органическая химия. Профессор Раик Гаджилы работает руководителем лаборатории гетероциклических соединений Института полимерных материалов Национальной академии наук Азербайджана.

## Научная деятельность
Р. Гаджилы — автор 167 опубликованных научных работ, 33 авторских свидетельств, 9 патентов.
Научные достижения:
- Разработка препаративного способа получения моно- и дигалогенпропенилкетонов ацилированием галогенсодержащих углеводородов аллильного и пропаргилового ряда с хлорангидридами карбоновых кислот.
- Установление конфигурации и конформации синтезированных кетонов, изучение реакционной способности в зависимости от их структуры и природы нуклеофильных реагентов.
- Разработка эффективного способа получения структурных аналогов природных биологически активных соединений ряда пиррола, изоксазола, никотиновой кислоты, пиразола, пирролопиридина и проведение их целенаправленного превращения.
- Разработка способа селективного выделения глицирризиновой кислоты из корней солодки, произрастающей в Азербайджане и получение на её основе ряда новых аминосолей. Определение антикоагулянтной, гипотензивной, адаптогенной, фунгицидной, противогипоксической и антимикробной активности этих соединений.
- Приготовление и испытание твёрдой лекарственной формы этилового эфира 2,6-диметил-4-морфолинометилникотиновой кислоты, проявляющей противогипоксическую активность.

### Некоторые научные работы
- Синтез и противомикробная активность 2-алкил-1-[2'-хлор(диэтиламино, морфолино)-метилкарбонилэтоксипирролов] // Химико-фармацевтический журнал. — ООО "Фолиум", 2010. — Т. 44, № 8. — С. 28—30. — ISSN 0023-1134.
- New synthesis of pyrroles (англ.) // Chemistry of Heterocyclic Compounds. — Springer New York Consultants Bureau, 1977. — Vol. 12, no. 6. — P. 659—662. — ISSN 0009-3122.
- Functionally substituted aromatic schiff bases containing pyrrole and carborane fragments (недоступная ссылка — история) (англ.) // Russian Journal of Organic Chemistry. — Springer, 2010. — Vol. 46, no. 1. — P. 59—63.
- New synthesis of alkylfurans (недоступная ссылка — история) (англ.) // Chemistry of Heterocyclic Compounds. — Springer, 1973. — Vol. 9, no. 10. — P. 1434–1435.
- Heterocyclization of 1-alkyl-4-chlorobut-2-en-1-ones with hydrazine hydrate (недоступная ссылка — история) (англ.) // Chemistry of Heterocyclic Compounds. — Springer, 1989. — No. 7. — P. 998.
- Synthesis and properties of 1-(2-bromoethyl)-, 1-(2-alkoxyethyl)- and 1-(2-dialkylaminoethyl)2-alkylpyrroles (недоступная ссылка — история) // Chemistry of Heterocyclic Compounds. — Springer, 1990. — Т. 26, № 8. — С. 874—876.